# Thượng Nin (bang)
Thượng Nin (tiếng Anh: Upper Nile, tiếng Ả Rập: أعالي النيل; Chuyển tự Ả Rập: A'aly an-Nyl hay Aâlâ En Nîl) là một tron 10 bang của Nam Sudan, giáp biên giới với các bang Nam Kordofan, Nin Trắng, Nin Xanh của Sudan và các vùng Benishangul-Gumuz, Oromia, Gambela của Ethiopia. Thống đốc hiện nay của Thượng Nin, là Simon Kun Puoch. Nin Trắng chảy qua bang này và là nguồn gốc cho tên gọi của bang. Bang cũng có tên tương tự với vùng Đại Thượng Nin. Diện tích của bang là 77.773 km². Malakal là thủ phủ của bang. Thượng Nin ly khai khỏi Sudan cùng với Cộng hòa Nam Sudan vào ngày 9 tháng 7 năm 2011.